# Futebol nos Jogos Olímpicos de Verão de 1996 - Masculino
O torneio masculino de futebol nos Jogos Olímpicos de Verão de 1996 foi disputado de 20 de julho a 3 de agosto.
A Nigéria venceu a Argentina por 3 a 2 e conquistou pela primeira vez a medalha de ouro. É a primeira medalha de ouro do futebol no continente africano.

## Medalhistas
|  | NGR Nigéria |  | ARG Argentina |  | BRA Brasil |
|  | Daniel Amokachi Emmanuel Amuneke Tijani Babangida Celestine Babayaro Emmanuel Babayaro Teslim Fatusi Victor Ikpeba Dosu Joseph Nwankwo Kanu Garba Lawal Abiodun Obafemi Kingsley Obiekwu Uche Okechukwu Jay-Jay Okocha Sunday Oliseh Mobi Oparaku Wilson Oruma Taribo West |  | Matías Almeyda Roberto Ayala Christian Bassedas Carlos Bossio Pablo Cavallero José Chamot Hernán Crespo Marcelo Delgado Marcelo Gallardo Claudio López Gustavo López Hugo Morales Ariel Ortega Pablo Paz Mauricio Pineda Roberto Sensini Diego Simeone Javier Zanetti |  | Dida Zé Maria Aldair Ronaldo Guiaro Flávio Conceição Roberto Carlos Bebeto Amaral Juninho Rivaldo Sávio Danrlei Narciso André Luiz Zé Elias Marcelinho Paulista Luizão Ronaldo |

## Equipes qualificadas
| África - Gana - Nigéria - Tunísia Ásia - Coreia do Sul - Japão - Arábia Saudita América do Norte, Central e Caribe - México - Estados Unidos (país-sede) | América do Sul - Argentina - Brasil Europa - França - Hungria - Itália - Portugal - Espanha Oceania - Austrália |

## Arbitragem
| África - NIG Lucien Bouchardeau - EGY Gamal Al-Ghandour Ásia - KSA Omer Al-Mehannah - THA Pirom Un-prasert América do Norte e Central - MEX Benito Archundia - USA Esfandiar Baharmast | América do Sul - BRA Antônio Pereira da Silva - ARG Roberto Ruscio Europa - ITA Pierluigi Collina - GBR Hugh Dallas - ESP José García Aranda Oceania - AUS Edward Lennie |

## Primeira fase

### Grupo A
| Time           | Pts | J | V | E | D | GP | GC | SG |
| -------------- | --- | - | - | - | - | -- | -- | -- |
| Argentina      | 5   | 3 | 1 | 2 | 0 | 5  | 3  | +2 |
| Portugal       | 5   | 3 | 1 | 2 | 0 | 4  | 2  | +2 |
| Estados Unidos | 4   | 3 | 1 | 1 | 1 | 4  | 4  | 0  |
| Tunísia        | 1   | 3 | 0 | 1 | 2 | 1  | 5  | –4 |

| 20 de julho de 1996 | Portugal                | 2 – 0     | Tunísia | RFK Stadium, Washington, D.C.                         |
| 15:00               | Afonso Martins 12', 67' | Relatório |         | Público: 34,796 Árbitro: BRA Antônio Pereira da Silva |

| 20 de julho de 1996 | Estados Unidos | 1 – 3     | Argentina                               | Legion Field, Birmingham                        |
| 19:30               | Reyna 1'       | Relatório | G. López 26' · Crespo 55' · Simeone 90' | Público: 83,183 Árbitro: NIG Lucien Bouchardeau |

| 22 de julho de 1996 | Estados Unidos                 | 2 – 0     | Tunísia | Legion Field, Birmingham                 |
| 19:30               | Kirovski 38' · Maisonneuve 90' | Relatório |         | Público: 45,687 Árbitro: GBR Hugh Dallas |

| 22 de julho de 1996 | Argentina  | 1 – 1     | Portugal       | RFK Stadium, Washington, D.C.                  |
| 19:30               | Ortega 41' | Relatório | Nuno Gomes 70' | Público: 25,811 Árbitro: EGY Gamal Al-Ghandour |

| 24 de julho de 1996 | Estados Unidos  | 1 – 1     | Portugal  | RFK Stadium, Washington, D.C.              |
| 19:30               | Maisonneuve 75' | Relatório | Alves 33' | Público: 58,012 Árbitro: AUS Edward Lennie |

| 24 de julho de 1996 | Argentina | 1 – 1     | Tunísia     | Legion Field, Birmingham                      |
| 19:30               | Ortega 6' | Relatório | Mkacher 75' | Público: 16,826 Árbitro: THA Pirom Un-prasert |

### Grupo B
| Time           | Pts | J | V | E | D | GP | GC | SG |
| -------------- | --- | - | - | - | - | -- | -- | -- |
| França         | 7   | 3 | 2 | 1 | 0 | 5  | 2  | +3 |
| Espanha        | 7   | 3 | 2 | 1 | 0 | 5  | 3  | +2 |
| Austrália      | 3   | 3 | 1 | 0 | 2 | 4  | 6  | –2 |
| Arábia Saudita | 0   | 3 | 0 | 0 | 3 | 2  | 5  | –3 |

| 20 de julho de 1996 | Espanha   | 1 – 0     | Arábia Saudita | Citrus Bowl, Orlando                           |
| 18:30               | Óscar 80' | Relatório |                | Público: 28,174 Árbitro: ITA Pierluigi Collina |

| 20 de julho de 1996 | França                  | 2 – 0     | Austrália | Orange Bowl, Miami                          |
| 18:30               | Pirès 13' · Maurice 75' | Relatório |           | Público: 14,322 Árbitro: ARG Roberto Ruscio |

| 22 de julho de 1996 | França        | 1 – 1     | Espanha   | Citrus Bowl, Orlando                          |
| 19:00               | Legwinsky 39' | Relatório | Óscar 85' | Público: 16,773 Árbitro: THA Pirom Un-prasert |

| 22 de julho de 1996 | Austrália                 | 2 – 1     | Arábia Saudita | Orange Bowl, Miami                              |
| 19:00               | Tsekenis 12' · Viduka 63' | Relatório | Al-Khlaiwi 37' | Público: 5,995 Árbitro: USA Esfandiar Baharmast |

| 24 de julho de 1996 | Espanha                   | 3 – 2     | Austrália      | Citrus Bowl, Orlando                     |
| 19:00               | Raúl 41', 90' · Santi 87' | Relatório | Vidmar 3', 12' | Público: 12,050 Árbitro: GBR Hugh Dallas |

| 24 de julho de 1996 | França                             | 2 – 1     | Arábia Saudita | Orange Bowl, Miami                           |
| 19:00               | Maurice 20' (pen.) · Sibierski 48' | Relatório | Amin 26'       | Público: 4,615 Árbitro: MEX Benito Archundia |

### Grupo C
| Time          | Pts | J | V | E | D | GP | GC | SG |
| ------------- | --- | - | - | - | - | -- | -- | -- |
| México        | 5   | 3 | 1 | 2 | 0 | 2  | 1  | +1 |
| Gana          | 4   | 3 | 1 | 1 | 1 | 4  | 4  | 0  |
| Coreia do Sul | 4   | 3 | 1 | 1 | 1 | 2  | 2  | 0  |
| Itália        | 3   | 3 | 1 | 0 | 2 | 4  | 5  | –1 |

| 21 de julho de 1996 | Coreia do Sul             | 1 – 0     | Gana | RFK Stadium, Washington, D.C.              |
| 12:00               | Yoon Jong-hwan 41' (pen.) | Relatório |      | Público: 45,946 Árbitro: AUS Edward Lennie |

| 21 de julho de 1996 | México       | 1 – 0     | Itália | Legion Field, Birmingham                 |
| 17:00               | Palencia 83' | Relatório |        | Público: 44,211 Árbitro: GBR Hugh Dallas |

| 23 de julho de 1996 | México | 0 – 0     | Coreia do Sul | Legion Field, Birmingham                        |
| 20:00               |        | Relatório |               | Público: 26,111 Árbitro: NIG Lucien Bouchardeau |

| 23 de julho de 1996 | Gana                                | 3 – 2     | Itália                | RFK Stadium, Washington, D.C.                         |
| 21:00               | Sabah 15', 73' · Ahinful 63' (pen.) | Relatório | Branca 8', 44' (pen.) | Público: 27,849 Árbitro: ESP José María García Aranda |

| 25 de julho de 1996 | México      | 1 – 1     | Gana        | RFK Stadium, Washington, D.C.                         |
| 21:00               | Abundis 65' | Relatório | Ebenzer 44' | Público: 30,237 Árbitro: BRA Antônio Pereira da Silva |

| 25 de julho de 1996 | Itália          | 2 – 1     | Coreia do Sul    | Legion Field, Birmingham                    |
| 21:00               | Branca 24', 82' | Relatório | Lee Ki-hyung 62' | Público: 28,319 Árbitro: ARG Roberto Ruscio |

### Grupo D
| Time    | Pts | J | V | E | D | GP | GC | SG |
| ------- | --- | - | - | - | - | -- | -- | -- |
| Brasil  | 6   | 3 | 2 | 0 | 1 | 4  | 2  | +2 |
| Nigéria | 6   | 3 | 2 | 0 | 1 | 3  | 1  | +2 |
| Japão   | 6   | 3 | 2 | 0 | 1 | 4  | 4  | 0  |
| Hungria | 0   | 3 | 0 | 0 | 3 | 3  | 7  | –4 |

| 21 de julho de 1996 | Japão   | 1 – 0     | Brasil | Orange Bowl, Miami                            |
| 18:30               | Ito 72' | Relatório |        | Público: 46,724 Árbitro: MEX Benito Archundia |

| 21 de julho de 1996 | Nigéria  | 1 – 0     | Hungria | Citrus Bowl, Orlando                          |
| 18:30               | Kanu 77' | Relatório |         | Público: 25,303 Árbitro: THA Pirom Un-prasert |

| 23 de julho de 1996 | Brasil                                          | 3 – 1     | Hungria   | Orange Bowl, Miami                             |
| 20:30               | Ronaldo 35' · Juninho Paulista 62' · Bebeto 85' | Relatório | Madar 58' | Público: 34,871 Árbitro: EGY Gamal Al-Ghandour |

| 23 de julho de 1996 | Nigéria                             | 2 – 0     | Japão | Citrus Bowl, Orlando                           |
| 20:30               | Akiba 83' (g.c.) · Okocha 90' (pen) | Relatório |       | Público: 28,000 Árbitro: ITA Pierluigi Collina |

| 25 de julho de 1996 | Brasil      | 1 – 0     | Nigéria | Orange Bowl, Miami                               |
| 21:00               | Ronaldo 31' | Relatório |         | Público: 55,650 Árbitro: USA Esfandiar Baharmast |

| 25 de julho de 1996 | Japão                                  | 3 – 2     | Hungria               | Citrus Bowl, Orlando                            |
| 20:00               | Maezono 39' (pen.), 90+1' · Uemura 90' | Relatório | Sándor 2' · Madar 48' | Público: 17,224 Árbitro: NIG Lucien Bouchardeau |

## Fase final
|  | Quartas de final         | Quartas de final     |                      |          | Semifinais     | Semifinais     |  |  | Final                | Final |
|  |                          |                      |                      |          |                |                |  |  |                      |       |
|  | 27 de julho – Miami      |                      |                      |          |                |                |  |  |                      |       |
|  |                          |                      |                      |          |                |                |  |  |                      |       |
|  | Portugal (pro)           | 2                    |                      |          |                |                |  |  |                      |       |
|  | Portugal (pro)           | 2                    | 30 de julho – Athens |          |                |                |  |  |                      |       |
|  | França                   | 1                    |                      |          |                |                |  |  |                      |       |
|  | França                   | 1                    | Portugal             | 0        |                |                |  |  |                      |       |
|  | 27 de julho – Birmingham |                      | Portugal             | 0        |                |                |  |  |                      |       |
|  |                          | Argentina            | 2                    |          |                |                |  |  |                      |       |
|  | Argentina                | Argentina            | 2                    | 4        |                |                |  |  |                      |       |
|  | Argentina                |                      | 3 de agosto – Athens | 4        |                |                |  |  |                      |       |
|  | Espanha                  | 0                    |                      |          |                |                |  |  |                      |       |
|  | Espanha                  | 0                    | Nigéria              | 3        |                |                |  |  |                      |       |
|  | 28 de julho – Birmingham |                      | Nigéria              | 3        |                |                |  |  |                      |       |
|  |                          | Argentina            | 2                    |          |                |                |  |  |                      |       |
|  | México                   | Argentina            | 2                    | 0        |                |                |  |  |                      |       |
|  | México                   | 31 de julho – Athens |                      | 0        |                |                |  |  |                      |       |
|  | Nigéria                  | 2                    |                      |          |                |                |  |  |                      |       |
|  | Nigéria                  | 2                    | Nigéria (pro)        | 4        | Terceiro lugar | Terceiro lugar |  |  |                      |       |
|  | 28 de julho – Miami      |                      | Nigéria (pro)        | 4        | Terceiro lugar | Terceiro lugar |  |  |                      |       |
|  |                          | Brasil               | 3                    |          |                |                |  |  |                      |       |
|  | Brasil                   | Brasil               | 3                    | 4        | Brasil         | 5              |  |  |                      |       |
|  | Brasil                   |                      |                      | 4        | Brasil         | 5              |  |  |                      |       |
|  | Gana                     | 2                    |                      | Portugal | 0              |                |  |  |                      |       |
|  | Gana                     | 2                    |                      |          | 0              |                |  |  |                      |       |
|  |                          |                      |                      |          |                |                |  |  | 2 de agosto – Athens |       |
|  |                          |                      |                      |          |                |                |  |  |                      |       |

### Quartas de final
| 27 de julho de 1996 | Portugal                       | 2 – 1 (pro) | França             | Orange Bowl, Miami                             |
| 18:00               | Capucho 7' · Calado 105' (pen) | Relatório   | Maurice 49' (pen.) | Público: 22,339 Árbitro: ITA Pierluigi Collina |

| 27 de julho de 1996 | Argentina                                                    | 4 – 0     | Espanha | Legion Field, Birmingham                       |
| 19:30               | Crespo 46', 88' (pen.) · Aranzábal 53' (g.c.) · C. López 66' | Relatório |         | Público: 43,507 Árbitro: EGY Gamal Al-Ghandour |

| 28 de julho de 1996 | México | 0 – 2     | Nigéria                      | Legion Field, Birmingham                      |
| 16:00               |        | Relatório | Okocha 20' · C. Babayaro 84' | Público: 44,788 Árbitro: KSA Omer Al-Mehannah |

| 28 de julho de 1996 | Brasil                                           | 4 – 2     | Gana                      | Orange Bowl, Miami                            |
| 18:00               | Doudu 18' (g.c.) · Ronaldo 56', 62' · Bebeto 72' | Relatório | Akonnor 23' · Aboagye 53' | Público: 45,257 Árbitro: THA Pirom Un-prasert |

### Semifinal
| 30 de julho de 1996 | Argentina       | 2 – 0     | Portugal | Sanford Stadium, Athens                          |
| 18:00               | Crespo 55', 61' | Relatório |          | Público: 78,212 Árbitro: USA Esfandiar Baharmast |

| 31 de julho de 1996 | Nigéria                                                | 4 – 3 (pro) | Brasil                                | Sanford Stadium, Athens                               |
| 18:00               | Roberto Carlos 20' (g.c.) · Ikpeba 78' · Kanu 90', 94' | Relatório   | Flávio Conceição 1', 38' · Bebeto 28' | Público: 78,687 Árbitro: ESP José María García Aranda |

### Disputa pelo bronze
| 2 de agosto de 1996 | Brasil                                                          | 5 – 0     | Portugal | Sanford Stadium, Athens                        |
| 18:00               | Ronaldo 5' · Flávio Conceição 11' · Bebeto 47', 54' (pen.), 75' | Relatório |          | Público: 68,173 Árbitro: EGY Gamal Al-Ghandour |

### Final
| 3 de agosto de 1996 | Nigéria                                      | 3 – 2 (pro) | Argentina                       | Sanford Stadium, Athens                        |
| 15:45               | C. Babayaro 28' · Amokachi 74' · Amunike 90' | Relatório   | C. López 3' · Crespo 50' (pen.) | Público: 86,117 Árbitro: ITA Pierluigi Collina |

## Classificação final
| Pos.              | Equipe             | PG | J | V | E | D | GP | GC | SG |
| ----------------- | ------------------ | -- | - | - | - | - | -- | -- | -- |
| Medalha de ouro   | NGR Nigéria        | 15 | 6 | 5 | 0 | 1 | 12 | 6  | +6 |
| Medalha de prata  | ARG Argentina      | 11 | 6 | 3 | 2 | 1 | 13 | 6  | +7 |
| Medalha de bronze | BRA Brasil         | 12 | 6 | 4 | 0 | 2 | 16 | 8  | +8 |
| 4                 | POR Portugal       | 8  | 6 | 2 | 2 | 2 | 6  | 10 | –4 |
| 5                 | FRA França         | 7  | 4 | 2 | 1 | 1 | 6  | 4  | +2 |
| 6                 | ESP Espanha        | 7  | 4 | 2 | 1 | 1 | 5  | 7  | –2 |
| 7                 | MEX México         | 5  | 4 | 1 | 2 | 1 | 2  | 3  | –1 |
| 8                 | GHA Gana           | 4  | 4 | 1 | 1 | 2 | 6  | 8  | –2 |
| 9                 | JPN Japão          | 6  | 3 | 2 | 0 | 1 | 4  | 4  | 0  |
| 10                | USA Estados Unidos | 4  | 3 | 1 | 1 | 1 | 4  | 4  | 0  |
| 11                | KOR Coreia do Sul  | 4  | 3 | 1 | 1 | 1 | 2  | 2  | 0  |
| 12                | ITA Itália         | 3  | 3 | 1 | 0 | 2 | 4  | 5  | –1 |
| 13                | AUS Austrália      | 3  | 3 | 1 | 0 | 2 | 4  | 6  | –2 |
| 14                | TUN Tunísia        | 1  | 3 | 0 | 1 | 2 | 1  | 5  | –4 |
| 15                | KSA Arábia Saudita | 0  | 3 | 0 | 0 | 3 | 2  | 5  | –3 |
| 16                | HUN Hungria        | 0  | 3 | 0 | 0 | 3 | 3  | 7  | –4 |

## Artilharia
6 gols (2)
- ARG Hernán Crespo
- BRA Bebeto

5 gols (1)
- BRA Ronaldo

4 gols (1)
- ITA Marco Branca

3 gols (3)
- BRA Flávio Conceição
- FRA Florian Maurice
- NGR Nwankwo Kanu